# (999) Цахия
(999) Цахия (нем. Zachia) — астероид главного пояса, который был открыт 9 августа 1923 года немецким астрономом Карлом Рейнмутом в обсерватории Хайдельберг и назван в честь австрийского астронома Франца фон Цаха.

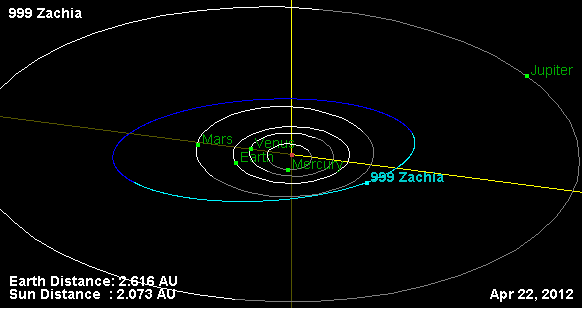
Орбита астероида Цахия и его положение в Солнечной системе